# Civezzano
Cìvezzano [tʃive'zzano] (Zivezan in dialetto trentino) è un comune italiano di 4 190 abitanti della provincia autonoma di Trento in Trentino-Alto Adige.

## Geografia fisica
Civezzano fa parte dei comuni della Valsugana.

## Storia

### Simboli
Stemma
Lo stemma del Comune di Civezzano è stato adottato con deliberazione della Giunta provinciale del 4 gennaio 1985 n. 15.
Il territorio dell'antica comunità di Civezzano era diviso in tre colmelli: Civezzano, Torchio e Barbaniga, ciascuno comprendente due o più ville. Tale suddivisione è testimoniata dalle tre colonne dello stemma.
Gonfalone
Il gonfalone è stato approvato con D.G.P. del 29 dicembre 1989 n. 17501.

## Monumenti e luoghi d'interesse

### Architetture religiose
- Chiesa di Santa Maria Assunta, antica pieve arcipretale di origine altomedievale. La chiesa recente risale al XVI secolo.
- Chiesa di San Valentino, nella frazione di Garzano.
- Chiesa di San Sabino, nella frazione di Seregnano.
- Chiesa dei Santi Rocco e Volfango, nella frazione di Orzano.
- Chiesa di San Giovanni Battista, nella frazione di Barbaniga.
- Chiesa di Sant'Apollonia, nella frazione di Bosco.
- Chiesa di Sant'Agnese, nella frazione di Sant'Agnese.
- Chiesa di Sant'Andrea, nella frazione di Magnago.
- Cappella dell'Addolorata a Civezzano

### Architetture militari
- Complesso fortificato di Civezzano, un sistema di fortificazioni austro-ungariche che si trova nei pressi del paese.

## Società

### Evoluzione demografica
Abitanti censiti

## Cultura

### Scuole
- Istituto tecnico paritario Ivo de Carneri.

### Musei
- Ecomuseo Argentario, che promuove il territorio del monte Calisio (o Argentario), dove in epoca medioevale erano presenti importanti cave di argento, ancora parzialmente visitabili.

## Amministrazione

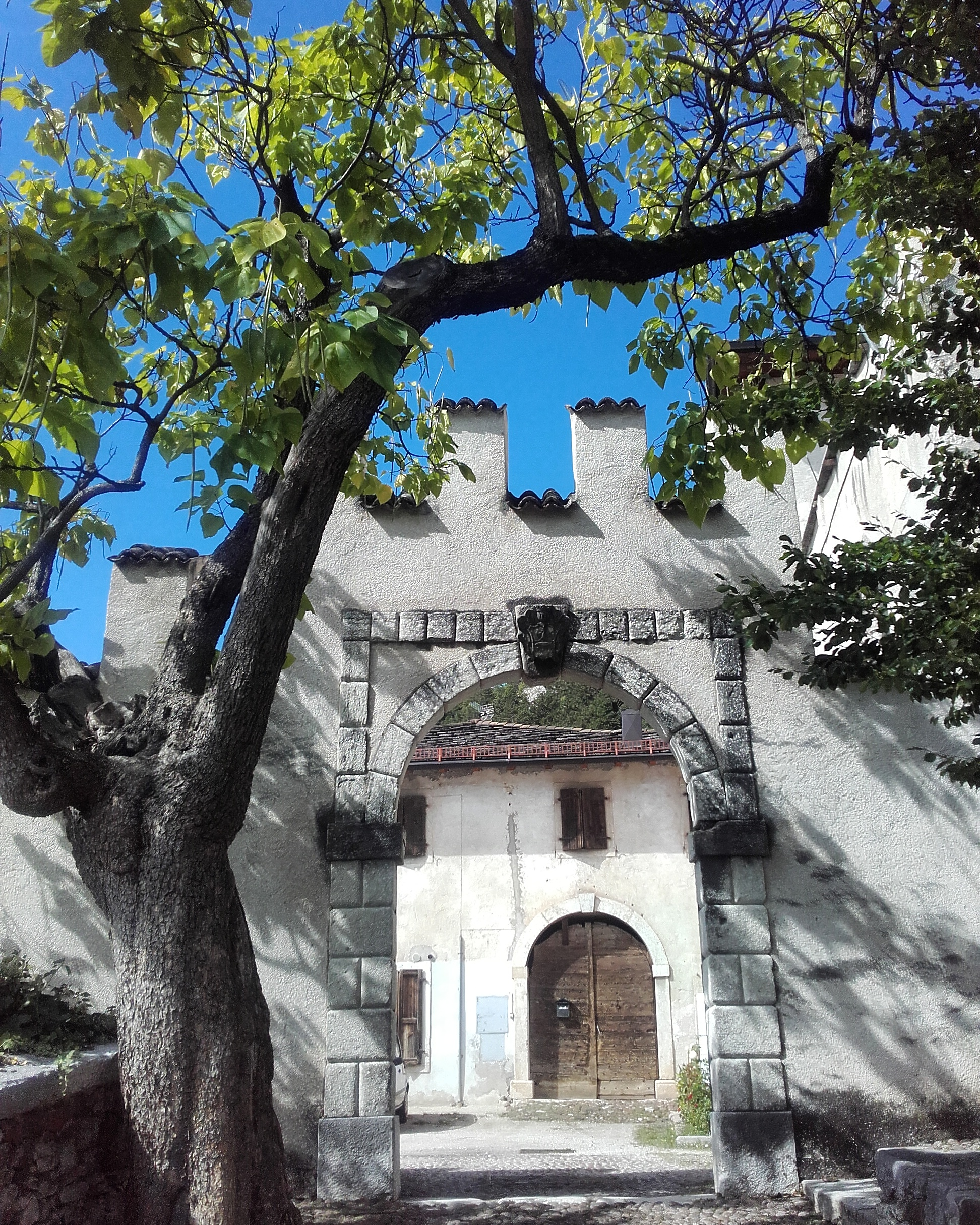
Castel Telvana, sede dell'amministrazione comunale

| Periodo | Periodo   | Primo cittadino      | Partito                                | Carica                       | Note       |
| ------- | --------- | -------------------- | -------------------------------------- | ---------------------------- | ---------- |
| 1995    | 2000      | Vittorino Betti      | Lista civica                           | Sindaco                      |            |
| 2000    | 2008      | Michele Dallapiccola | Lista civica Cives - Insieme per Cives | Sindaco                      | 2 mandati  |
| 2008    | 2009      | Giovanna Rossi       | Lista civica Cives - Insieme per Cives | Vicesindaca facente funzioni |            |
| 2009    | 2020      | Stefano Dellai       | Lista civica Cives - Insieme per Cives | Sindaco                      | 2 mandati  |
| 2020    | in carica | Katia Fortarel       | Lista civica Cives - Insieme per Cives | Sindaca                      | 1º mandato |

### Gemellaggi
- Untergriesbach[senza fonte]